# Duewag/Siemens M/NGTx
M/NGTx – seria przegubowych, częściowo niskopodłogowych wagonów tramwajowych o udziale niskiej podłogi wynoszącym od 63% do 70%.

## Konstrukcja
M/NGTx to trójczłonowe, częściowo niskopodłogowe, jedno- lub dwukierunkowe, przegubowe wagony tramwajowe. Wyprodukowane wersje są normalnotorowe lub wąskotorowe. Możliwe było także dostosowanie wózków do niestandardowego rozstawu szyn (1458 mm w przypadku Lipska).

## Oznaczenie
Część tramwajów oznaczono zgodnie z następującym schematem:
Pierwsza litera nazwy oznacza:
M – wagon wąskotorowy
N – wagon normalnotorowy
Druga i trzecia w kolejności litera oznacza, że tramwaj jest przegubowy (GT – Gelenktriebwagen), natomiast trzecia w kolejności cyfra odpowiada liczbie osi:
6 – wagon sześcioosiowy
8 – wagon ośmioosiowy
Niektóre przedsiębiorstwa stosowały własne oznaczenia.

## Eksploatacja
| Państwo | Miasto lub obszar                    | Przewoźnik                                | Rozstaw szyn | Typ | Oznaczenia przewoźnika | Lata produkcji | Liczba  | rodzaj  | Źródło            |
| ------- | ------------------------------------ | ----------------------------------------- | ------------ | --- | ---------------------- | -------------- | ------- | ------- | ----------------- |
| Niemcy  | Bochum i Gelsenkirchen               | Verkehrsverbund Rhein-Ruhr                | 1000 mm      | 6Z  | NF6D                   | 1992–1994      | 0 (42)  | nowy    | [ 2 ]             |
| Niemcy  | Stadtbahn Bonn                       | Stadtwerke Bonn                           | 1435 mm      | 6Z  | R1.1                   | 1994           | 23 (24) | nowy    | [ 3 ]             |
| Niemcy  | Brandenburg an der Havel             | Verkehrsbetriebe Brandenburg an der Havel | 1000 mm      | 6Z  | MGT6D                  | 1995           | 4       | nowy    | [ 4 ]             |
| Niemcy  | Brandenburg an der Havel             | Verkehrsbetriebe Brandenburg an der Havel | 1000 mm      | 6Z  | MGT6D                  | 1992/1993      | 2       | używany | [ 4 ]             |
| Niemcy  | Düsseldorf                           | Rheinbahn                                 | 1435 mm      | 6E  | NF6                    | 1996–2000      | 48      | nowy    | [ 5 ]             |
| Niemcy  | Erfurt                               | Erfurter Verkehrsbetriebe                 | 1000 mm      | 6Z  | MGT6D                  | 1994           | 4       | nowy    | [ 6 ] [ 7 ] [ 8 ] |
| Niemcy  | Erfurt                               | Erfurter Verkehrsbetriebe                 | 1000 mm      | 6E  | MGT6DE                 | 1996–1998      | 12      | nowy    | [ 6 ] [ 7 ]       |
| Niemcy  | Halle                                | HAVAG                                     | 1000 mm      | 6Z  | MGT6D                  | 1996–2001      | 60 (62) | nowy    | [ 9 ]             |
| Niemcy  | Hilderberg                           | RNV                                       | 1000 mm      | 6Z  | MGT6D                  | 1994–1995      | 5       | nowy    | [ 10 ] [ 11 ]     |
| Niemcy  | Schöneicher-Rüdersdorfer Straßenbahn | SRS                                       | 1000 mm      | 6Z  | MGT6D                  | 1994–1995      | 1 z 7   | używany | [ 12 ]            |
| Niemcy  | Kassel                               | KVG                                       | 1435 mm      | 6E  | NGT6C                  | 1990–1991      | 15      | nowy    | [ 13 ]            |
| Niemcy  | Kassel                               | KVG                                       | 1435 mm      | 6E  | NGT6C                  | 1994           | 8       | nowy    | [ 13 ]            |
| Niemcy  | Kassel                               | KVG                                       | 1435 mm      | 6E  | NGT6C                  | 1994           | 2       | używany | [ 13 ]            |
| Niemcy  | Lipsk                                | LVB                                       | 1458 mm      | 8E  | NGT8                   | 1994–1998      | 56      | nowy    | [ 14 ]            |
| Niemcy  | Mülheim an der Ruhr                  | Ruhrbahn                                  | 1000 mm      | 6Z  | NF6D                   | 1995–1996      | 4       | nowy    | [ 15 ] [ 16 ]     |
| Niemcy  | Oberhausen                           | Ruhrbahn/STOAG                            | 1000 mm      | 6Z  | NF6D                   | 1996           | 6       | nowy    | [ 15 ]            |
| Niemcy  | Rostock                              | RSAG                                      | 1435 mm      | 6E  | 6NGTWDE                | 1994–1996      | 38 (40) | nowy    | [ 17 ]            |
| Polska  | Łódź                                 | MPK–Łódź                                  | 1000 mm      | 6Z  | NF6D                   | 1992–1994      | 35      | używany | [ 18 ]            |
| Polska  | Poznań                               | MPK Poznań                                | 1435 mm      | 6Z  | R1.1                   | 1994           | 1 z 24  | używany | [ 19 ]            |

### NGT6C

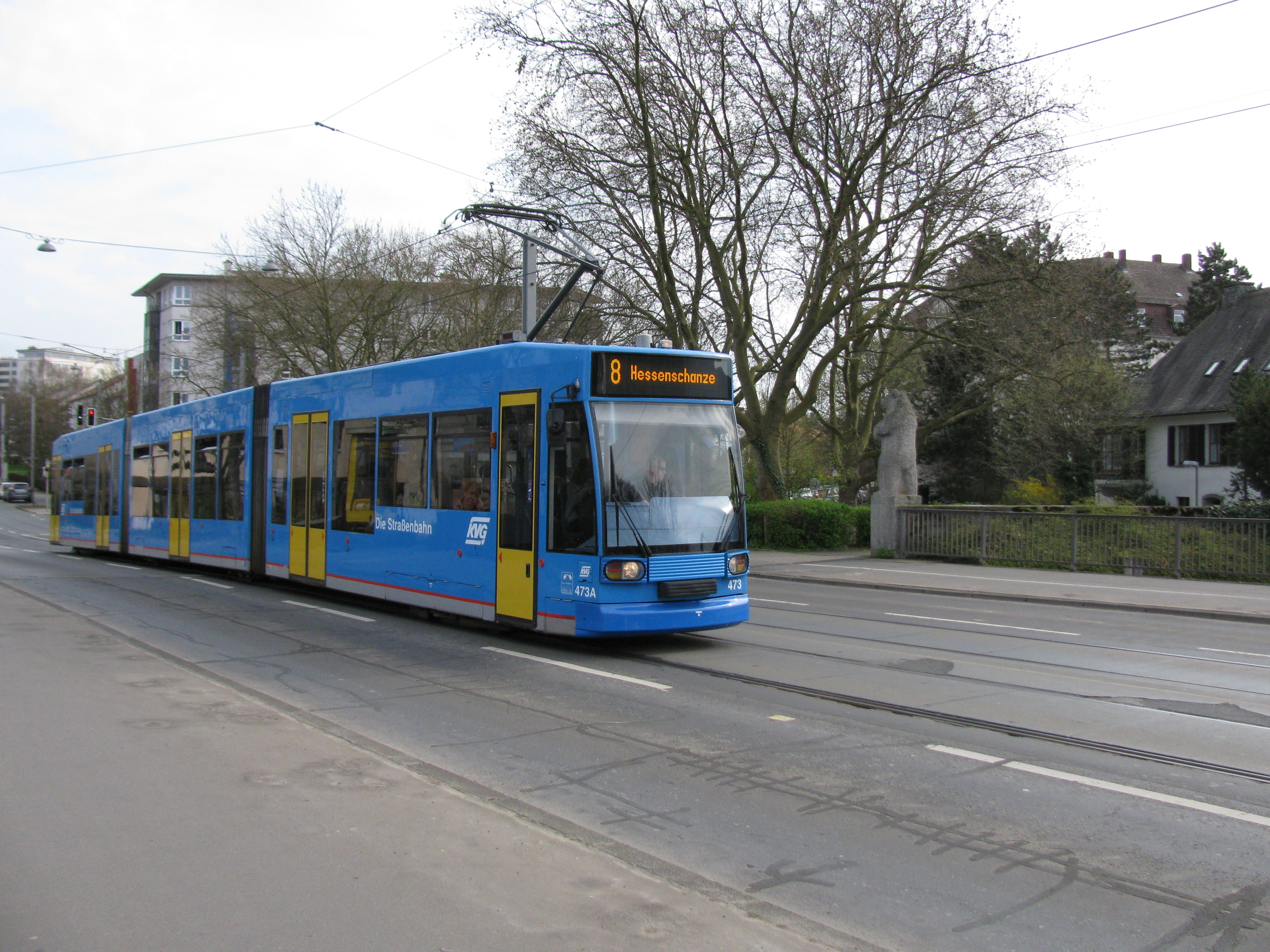
NGT6C w Kassel

W latach 1990–1994 do Kassel dostarczono 25 niskopodłogowych wagonów tramwajowych typu NGT6C. Była to pierwsza generacja tramwajów z bezosiowymi wózkami pod środkowym członem. W odróżnieniu od podobnych tramwajów dostarczanych w następnych latach do innych miast, tramwaje dla Kassel były zasilane nie napięciem przemiennym, lecz napięciem stałym. Tramwaje otrzymały numery z zakresu 451–475. Były to także pierwsze seryjnie produkowane, częściowo niskopodłogowe niemieckie tramwaje. W maju 2017 r. dwa wagony zostały zezłomowane w konsekwencji uszkodzeń powstałych w wyniku wykolejeń.

### 6NGTWDE

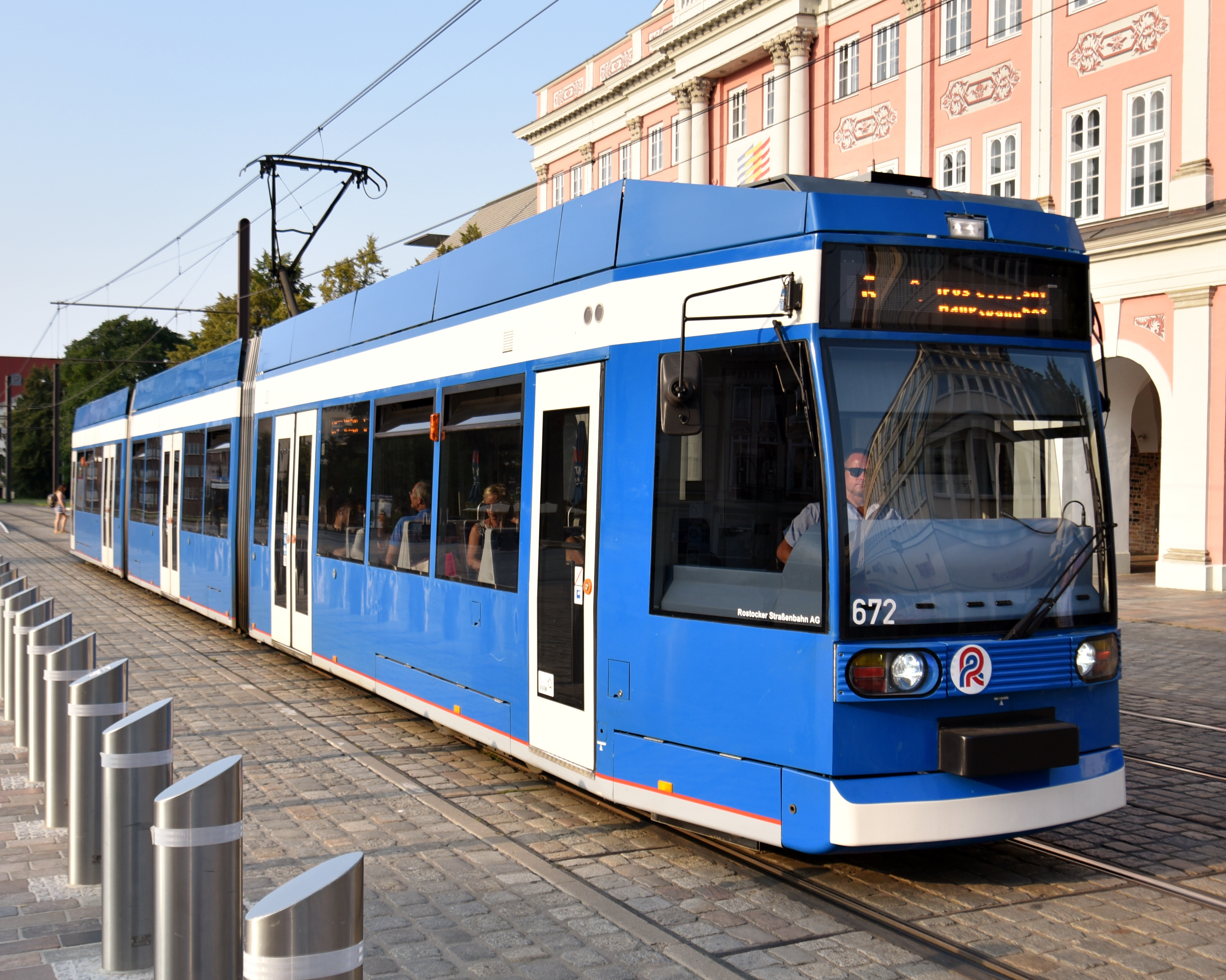
6NGTWDE w Rostocku

W latach 1994–1996 Rostock zakupił 40 normalnotorowych, niskopodłogowych wagonów tramwajowych z serii M/NGTx, którym nadano oznaczenie 6NGTWDE i przypisano serię numerów 651–690.
20 października 2020 roku około godziny 9:00 doszło do czołowego zderzenia dwóch tramwajów 6NGTWDE o numerach 659 i 679 na ulicy Hamburger.
2 marca 2022 roku o godzinie 13:30 na skrzyżowaniu Südring/Platz der Freundschaft doszło do zderzenia dwóch tramwajów 6NGTWDE w wyniku najechania tramwaju o numerze 661 na 686 w wyniku czego rannych zostało 35 osób. Uszkodzenia obu pojazdów były na tyle duże, że zostały skasowane w styczniu 2023 roku.

### NF6D

#### Bochum i Łódź

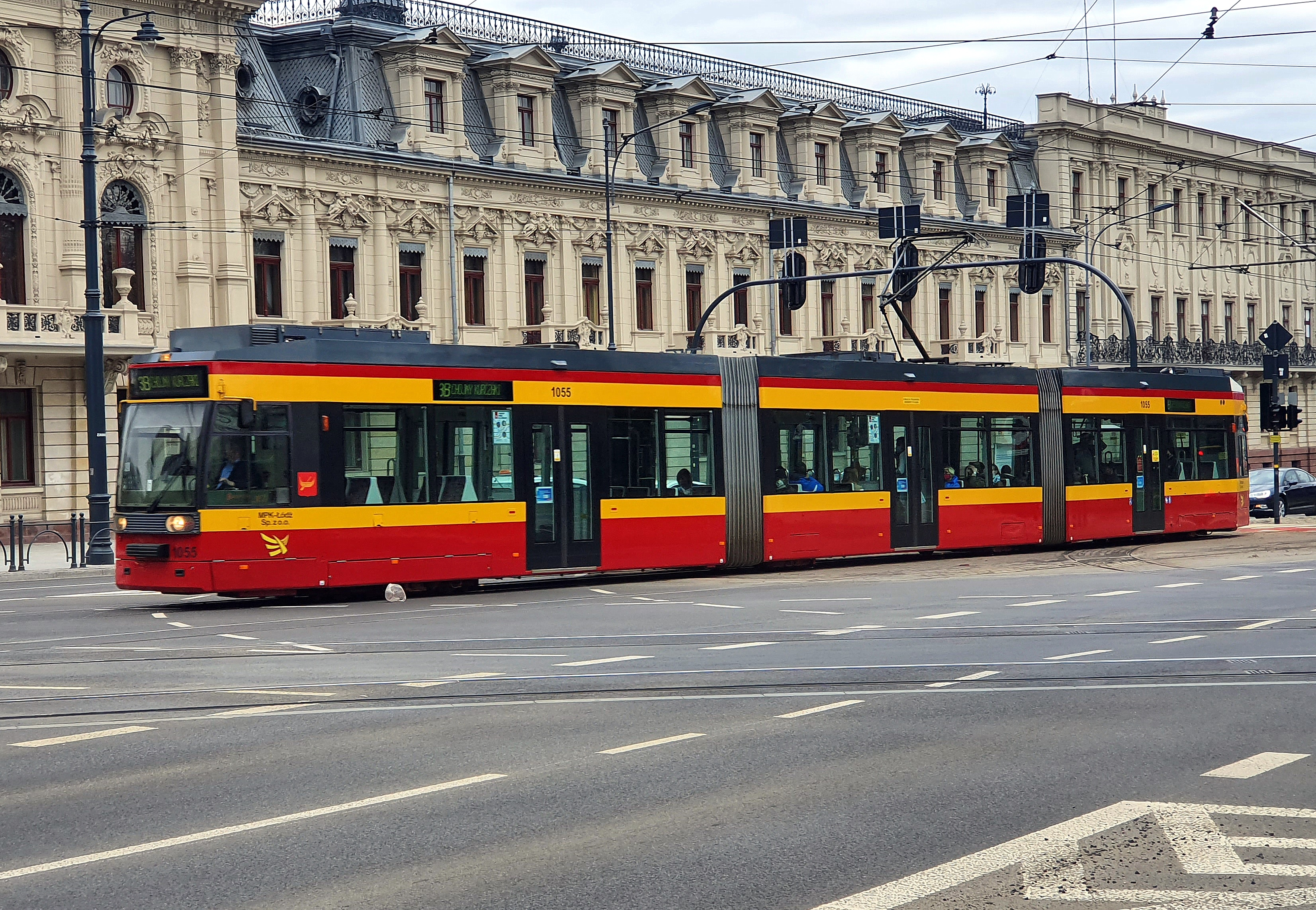
NF6D w Łodzi

W 1990 r. przedsiębiorstwo transportowe Bogestra z Bochum zamówiło 42 wagony tramwajowe typu MGT6D (miejscowe oznaczenie NF6D). Dostawy trwały w latach 1992–1994, a tramwajom nadano numery taborowe z zakresu 401–442.
W nocy z 11 na 12 kwietnia 2017 r. sprowadzono do Łodzi jeden tramwaj typu NF6D celem jego przetestowania na torowiskach łódzkiego systemu tramwajowego. Po zakończeniu jazd próbnych, w lutym 2018 r. MPK Łódź podjęło decyzję o rozpisaniu przetargu na dostawę kolejnych tramwajów. Przetarg na 32 używane, częściowo niskopodłogowe wagony tramwajowe (z opcją na zakup kolejnych 2 egzemplarzy) rozstrzygnięto na korzyść bochumskiego przewoźnika Bogestra, z którym zawarto umowę o wartości 3 mln 150 tys. euro. W lutym 2020 r. przedstawiono plany dotyczące modernizacji tramwajów, które zakładają zmianę malowania na łódzkie, modernizację napędu, pulpitu sterowniczego oraz oświetlenia, a także montaż rampy dla wózków oraz systemu informacji pasażerskiej.

#### Pozostałe miasta
Tramwaje oznaczone jako NF6D kursują także w miastach Mülheim an der Ruhr (4 egzemplarze) i Oberhausen (6 egzemplarzy).

### MGT6D

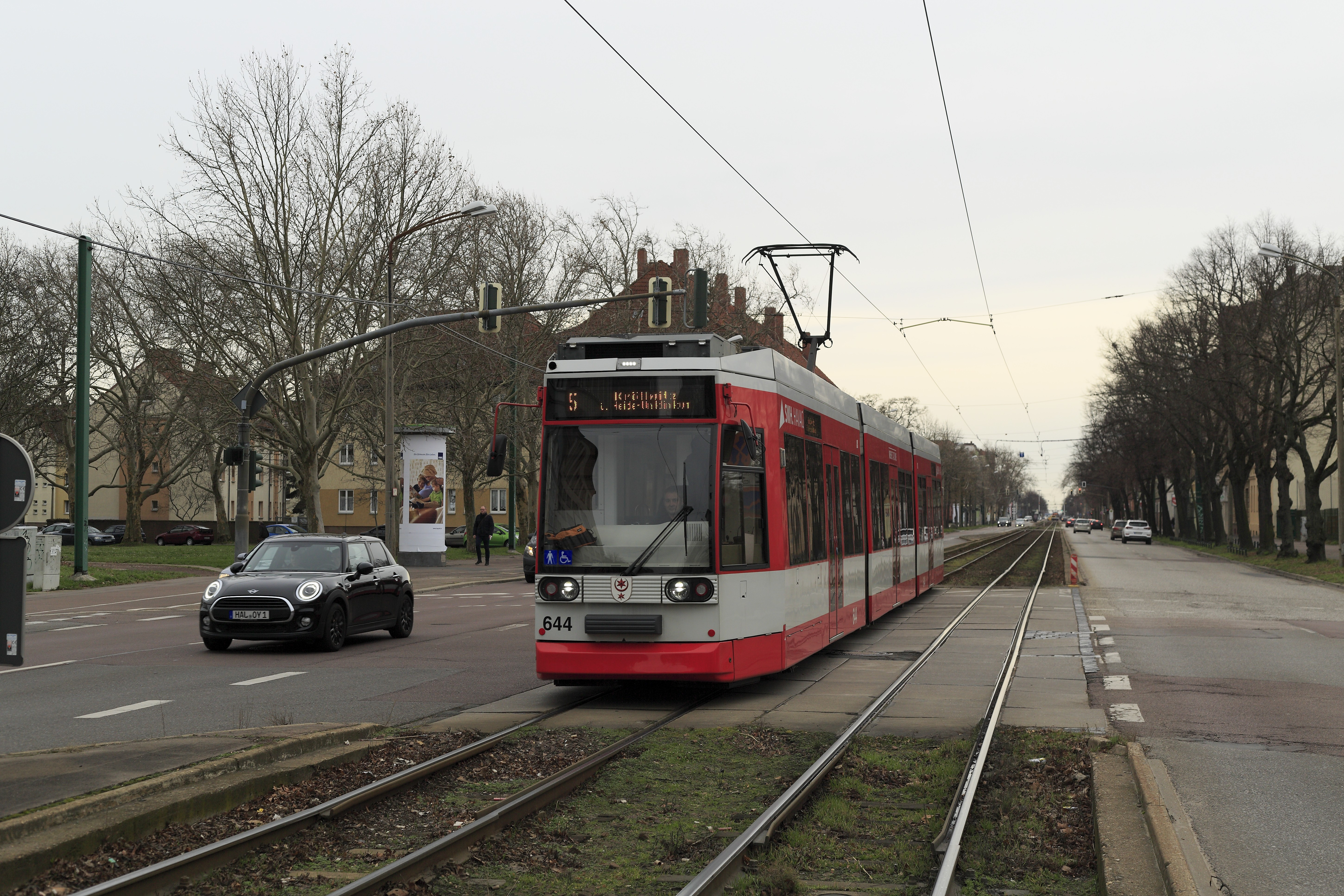
MGT6D w Halle

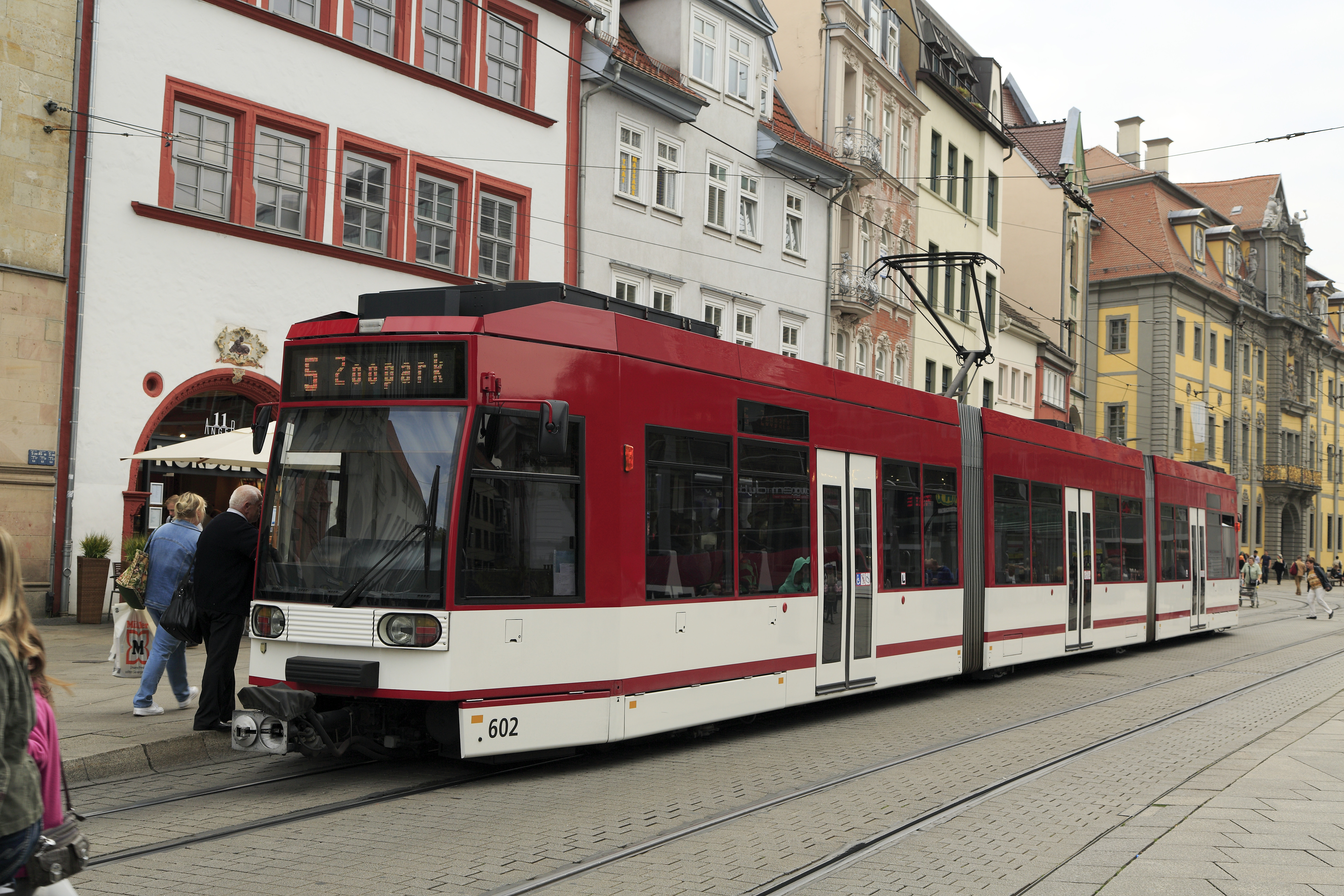
MGT6D w Erfurcie

#### Halle
Pierwszy tramwaj typu MGT6D zakupiono w 1992 r., natomiast kolejny w 1994 r. Te dwa wagony zostały wyprodukowane w zakładach Duewag oraz Siemens. Kolejne 60 wagonów typu MGT6D powstało już w zakładach Bombardier, Siemens i Adtranz. Ich dostawy rozpoczęły się w 1996 r. i zakończyły w 2001 r. Pierwsze 2 egzemplarze sprzedano w 2014 do Brandenburga.

#### Erfurt
W 1994 r. do Erfurtu dostarczono pierwsze wąskotorowe, częściowo niskopodłogowe wagony tramwajowe typu MGT6D. Decyzję o zakupie tramwaju poprzedziło wypożyczenie podobnego tramwaju od przedsiębiorstwa transportowego HAVAG z miasta Halle (Saale). Cena jednego tramwaju wynosiła 3,3 mln DM. Dostawy tramwajów typu MGT6D zakończono w 1998 r. Początkowo tramwaje nie mogły obsługiwać wszystkich linii, ponieważ istniała konieczność przebudowy niektórych torowisk, np. odcinka między Fischmarkt i Domplatz. W latach 2011–2015 tramwaje przeszły modernizację polegającą na montażu systemu monitoringu, nowych komputerów pokładowych, wyświetlaczy LED, nowych przycisków otwierania drzwi oraz systemu Wi-Fi. W Erfurcie w marcu 2020 r. eksploatowano 16 wagonów typu MGT6D (w tym 4 dwukierunkowe i 12 jednokierunkowych).

#### Pozostałe miasta
Tramwaje typu MGT6D eksploatowane są również w miastach Brandenburg an der Havel (4 egzemplarze zakupione jako nowe + 2 używane z Halle) i Heidelberg (12 egzemplarzy).

### NGT8D

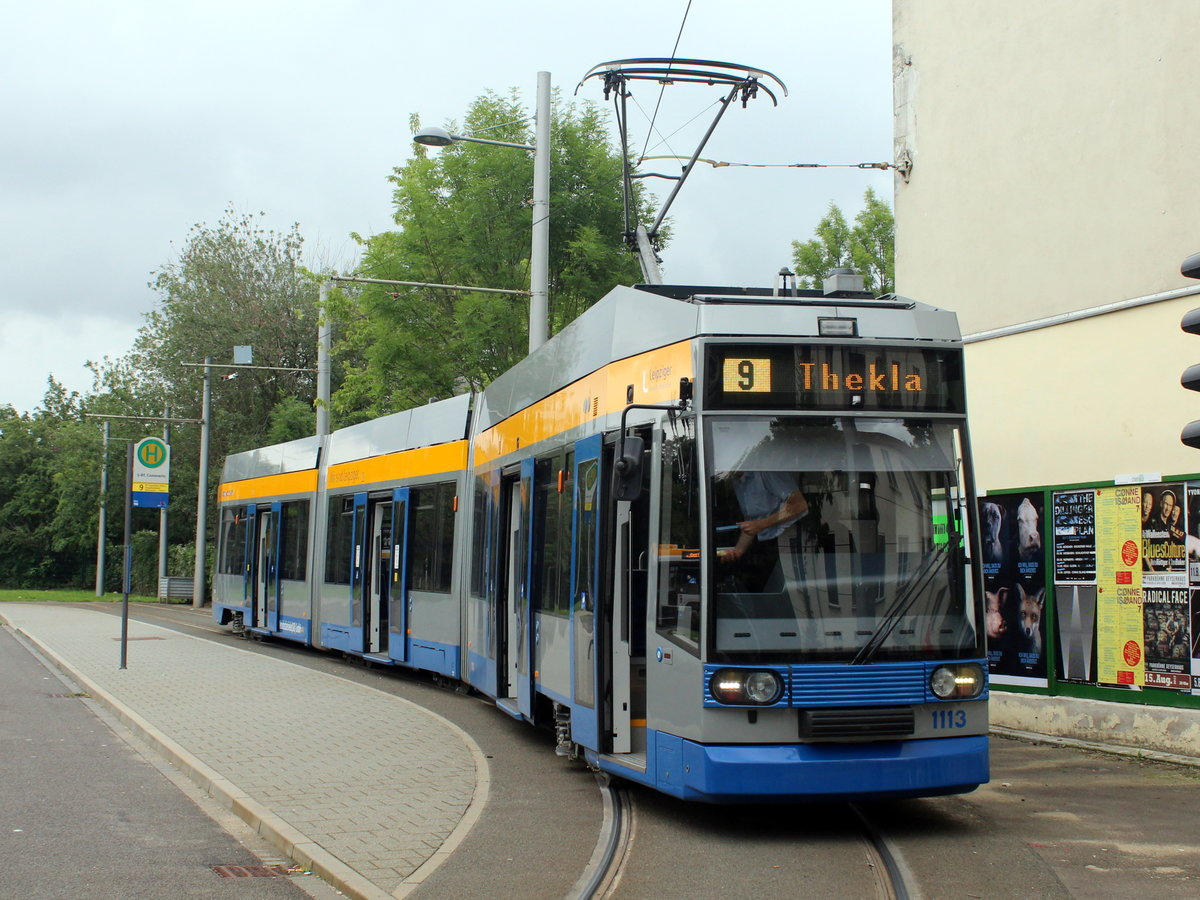
NGT8D w Lipsku

56 ośmioosiowych wagonów tramwajowych typu NGT8 (oznaczenie miejscowe: Typ 36) było pierwszą nowoczesną serią niskopodłogowych tramwajów w Lipsku. Tramwaje NGT8 wyprodukowało konsorcjum firm Duewag, Waggonbau Bautzen (DWA), ABB i Siemens, dostawy trwały w latach 1994–1998. W porównaniu z podtypem MGT6D pojedyncze wózki bezosiowe zastąpiono wózkami z dwiema osiami.

### R.1.1
W 1994 r. w zakładach Siemens i Duewag przewoźnik z Bonn zakupił 24 trójczłonowe, dwukierunkowe, częściowo niskopodłogowe tramwaje NGT6, które oznaczył jako typ R1.1. Skrajne człony tramwaju zamontowane są na konwencjonalnych, dwuosiowych wózkach, natomiast środkowy człon opiera się na pojedynczych wózkach bezosiowych.
13 grudnia 2024 roku MPK Poznań zawarł umowę z Stadtwerke Bonn na zakup wszystkich dwudziestu czterech R.1.1. 31 stycznia 2025 roku pierwszy tramwaj z niemieckim numerem bocznym 9460 dotarł do odbiorcy.